# Indian (film, 1996)
Cet article concerne le film de S. Shankar. Pour le film de N. Maharajan, voir Indian.
Série Indian
Indian 2
(2024)
Pour plus de détails, voir Fiche technique et Distribution.
Indian (हिन्दुस्तानी, Hindustaanee) est un film indien en langue tamoul réalisé par S. Shankar, sorti en Inde en 1996.
Indian a été adapté avec des nouveaux titres : Hindustani en hindi, et Bharatheeyudu en telougou.

## Synopsis
Lors de la domination britannique en Inde, un homme du nom de Senapathy décide de se rebeller contre les Britanniques. Senapathy apprend le varmal kalai, un art martial originaire du Tamil Nadu et part à Singapour, pour rejoindre l'Armée de libération formée par le célèbre Subhas Chandra Bose. Il rejoint ensuite un escadron de la mort afin de détruire les chars britanniques. Bien que tous les autres aient accompli la mission, Senapathy est capturé, emprisonné, battu, torturé sans pitié par les Britanniques. À sa libération, il est pris en charge par une femme du nom de Namrata, qu'il a sauvée des Britanniques - qui s'étaient emparés de deux camions de manifestantes, ont brûlé leurs vêtements, les forçant à se suicider.
Namrata et Senapathy se marient et ils ont deux enfants - Chandrabose et Kasthoori. La tragédie frappe la famille lorsque Kasthoori est gravement blessé dans un incendie. Ils vont dans un hôpital où le médecin veut un rapport de police confirmant les faits, ou 500 roupies pour qu'il ferme les yeux. Au poste de police, l'inspecteur réclame un rapport de l'agent d'administration de village, ou 250 roupies. À son tour, l'agent d'administration demande 150 roupies pour qu'il puisse commencer les préparatifs pour le rapport. Ce retard entraîne la mort de Kasthoori - et la vengeance de Senapathy. Il décide d'enseigner les fonctionnaires corrompus, « une leçon qui servira à rappeler aux autres fonctionnaires corrompus pour faire leur travail avec diligence sans demander de l’argent ». Mais Senapathy ignore que son fils Chandrabose fait maintenant partie de ce système.

## Fiche technique
Sauf indication contraire, les informations mentionnées dans cette section peuvent être confirmées par la base de données cinématographiques IMDb,  présente dans la section « Liens externes ».
- Titre : Indian
- Titre original : हिन्दुस्तानी (Hindustaanee)
- Réalisation : S. Shankar
- Production : A. M. Rathnam
- Dialogues : S. Shankar
- Parole : Vaali & Vairamuthu
- Musique : A. R. Rahman
- Pays :  Inde
- Langues : Tamil, hindi, telougou
- Année : 1996

## Distribution
- Kamal Haasan : Indian Senapathy et Chandru
- Sukanya : Amrithavalli
- Manisha Koirala : Aishwarya
- Nedumudi Venu : Krishnaswamy
- Urmila Matondkar : Sapna
- Goundamani : Subbaiyaa
- Senthil : Panneerselvam
- Kasturi : Kasthuri
- Nizhalgal Ravi : docteur
- Crazy Mohan : Paarthasarathy
- Aruna Irani :

## Musique
Le film comporte 5 chansons composé par A.R. Rahman et écrite par Vaali & Vairamuthu : 
- Telephone Mani - Hariharan, Harini
- Maya Machindra - SP Balasubramanyam, Swarnalatha
- Pachai Kiligal - Yesudas
- Akadanu Naanga - Swarnalatha
- Kappaleri Poyaachu - SP Balasubramanyam, Chitra

## Distinctions
1997 National Film Awards (Inde)
- Remporté - Silver Lotus Award - Meilleur actor - Kamal Haasan
- Remporté - Silver Lotus Award - Meilleure direction artistique - Thotta Tharani
- Remporté - Silver Lotus Award - Meilleurs Effets Spéciaux - Venky